# Cardiochiles purpureus
Cardiochiles purpureus är en stekelart som beskrevs av Fischer 1958. Cardiochiles purpureus ingår i släktet Cardiochiles och familjen bracksteklar. Inga underarter finns listade.